# Legrand (Automobilhersteller)
Legrand war ein französischer Hersteller von Automobilen.

## Unternehmensgeschichte
Das Unternehmen begann 1901 mit der Produktion von Automobilen. Der Markenname lautete Legrand. Im gleichen Jahr endete die Produktion bereits wieder. Es ist keine Verbindung zu Albert Legrand aus Paris, der 1913 ebenfalls Automobile als Legrand vermarktete. bekannt.

## Fahrzeuge
Im Angebot des Unternehmens stand lediglich ein Modell. Dies war ein Kleinwagen. Für den Antrieb sorgten zwei Einbaumotoren von De Dion-Bouton. Die Leistung war je nach Quelle mit jeweils 3 PS oder 3,5 PS angegeben; der Motorenhersteller nennt 3,5 PS (Bohrung × Hub 80 × 80 mm, was einen Hubraum von 402,2 cm³ ergibt). Die Motoren waren unter der Sitzbank montiert. Die Kraftübertragung zur Hinterachse erfolgte mittels einer Kette.